# Нарада (мудрець)
Нарада або Нарада Муні (санскр. नारद, Nārada IAST) в індуїзмі — напівбожественний мудрець — деварші, якому приписують кілька гімнів «Рігведи» і є важливим персонажем пуранічних писань, особливо у «Бхагавата-пурані».

## Імена Наради

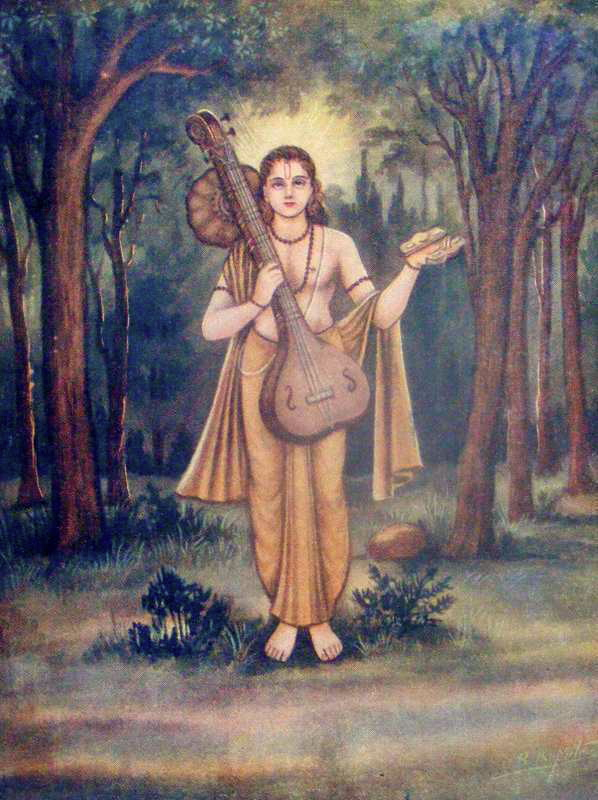
Нарада

Нараду зараховують до великих мудреців, тому іноді називають Нарада Муні, а також вважають авеша-аватарою (непряме втілення Вішну). Він відомий тим, що передрік прийдешнє втілення Крішни і першим навчив людей математиці, астрономії та землеробству.
У пуранічній літературі Нарада описується як чернець-мандрівник, який володіє містичною силою, що дозволяє йому вільно подорожувати з однієї планети (локи) на іншу в матеріальному Всесвіті, і навіть відвідувати планети духовного світу Вайкунтхи. Він постійно носить із собою музичний інструмент під назвою вина, граючи на якому він оспівує гімни, молитви і мантри, що прославляють Вішну і Крішну. У Пуранах він також згадується як один з дванадцяти махаджанів або «великих відданих» Бога.
Нарада займає особливе становище у вайшнавських течіях індуїзму, де його особливо шанують за те, що він є поборником бгакті. Він постійно зайнятий кіртанму — оспівуванням імен Бога Харі і Нараяни, і невпинно займається проповіддю бхакті-йоги, докладний опис якої міститься у праці «Нарада-бгакті-сутра», котра приписується йому.
Нараду також називають Манаса-путра, оскільки, згідно з Пуранами, він народився «з розуму Брахми», який був першою живою істотою у Всесвіті. Нараду також називають Трілока-санчарі, міжпланетним мандрівником, який безупинно мандрує трьома планетарними системами — Сварга-локою, Мрітью-локою (Землі) і Патала-локою (нижчих світів) — постійно оспівуючи славу Нараяни і піклуючись про духовне добро живих істот, які там мешкають. Нарада також відомий тим, що часто влаштовує сварки між дівами і людьми, за що його називають Калах-прия.
У день Нарада джаянті послідовники індуїзму відзначають появу Деварші Нарада Муні . Нарада Муні, також відомий як Деварші Нарада, небесний святий, посланник богів, доносить їх повідомлення і волю. Вважається, що він був створений з розуму Господа Брахми і став одним з десяти Праджапати, що завершили акт творіння Всесвіту.
Нарада описується в священних індуїстських писаннях як красивий юнак, що тримає в руках віну (індійський музичний інструмент). Він постійно знаходиться в мандри і наспівує " Нараяна … Нараяна " … Вважається, що Нараяна -посередник у спілкуванні богів один з одним. Також існує повір'я про те, що Нараяна часто створює чвари між напівбогами, однак, в кінцевому результаті все закінчується благополучно.
Нарада Муні відзначається послідовниками Вішнуїзм як великий вчитель, наділений божественними якостями. Він був відданим подвижником бога Нараяни, що практикував Бхакті Йогу. Основними духовними текстами, авторство яких приписується Нарада Муні або його близьким учням, є Нарада Бхакті Сутра, Нарада Панчатантра, Нарада Пурана і Нарадійя дхармашастра.
Святкування: Нарада Джаянті в основному відзначається в північних частинах Індії. Багато послідовників вишнуїзму цього дня дотримуються посту, читають священні писання і праці Нарада Муні. Випадає на наступний день після Будха пурніми, 1 день Крішна-пакша місяць вайшакха (амавасьянт).

## Етимологія
«Нарада» перекладається з санскриту як «нижчий з людей» (нара — людина, чоловік; да-х — нижчий). Бгактіведанта Свамі Прабгупада наводить інший варіант перекладу і трактування цього слова. У своєму коментарі до «Бхагавата-пурани» він пише: «Саме ім'я Нарада вказує на те, що він здатний дарувати живій істоті Верховного Господа. Нара означає „Верховний Господь“, ата- „той, хто може дати“. Однак те, що Нарада здатний дати живій істоті Верховного Господа, зовсім не означає, що Господа можна вручити кому завгодно, немов річ. Нарада може дати будь-якій живій істоті можливість займатися трансцендентним любовним служінням Господу як Його слуга, друг, батько, мати або кохана — в залежності від бажання, продиктованого трансцендентною любов'ю тієї чи іншої живої істоти до Господа. Іншими словами, тільки Нарада здатний спрямувати людину на шлях бхакті-йоги, тобто посвятити її в таємницю вищого містичного методу, який допоможе їй досягти Верховного Господа».

## Історія Наради
«Бхаґавата-Пурана» описує історію Наради. У своєму попередньому народженні він був гандхарвою, який через прокляття за вчинену образу змушений був народитись сином служниці. Одного разу його матері випала можливість прийняти у себе вдома святих брахманів і прислужувати їм. Брахмани, задоволені її служінням, благословили її маленького сина тим, що дозволили йому покуштувати залишки своєї їжі (прасада), яка попередньо була запропонована Вішну.
Слухаючи розповідями мудреців на різні духовні теми, маленький Нарада також отримав і інші благословення. Якийсь час потому, його мати померла від укусу отруйної змії, що Нарада сприйняв як благословення згори і пішов блукати по лісах у пошуках просвітлення і осягнення Абсолютної Істини.
Після декількох днів, він прийшов в мальовниче і тихе місце, і вгамувавши спрагу із струмка, сів медитувати під деревом. Згадавши настанови брахманів, які навчили його медитації, він зосередився на формі Вішну як Параматми в серці і тоді сам Вішну з'явився перед ним, і посміхаючись, повідомив йому, що попри те, що Нарада знайшов цю рідкісну можливість побачити його, у цьому житті він більш не мав наміру являти йому свою божественну форму. Вішну також пояснив Нараді, що він дав йому шанс побачити свою всепривабливу форму тільки для того, щоб пробудити в його серці любов до себе. Сказавши це, Вішну негайно зник і хлопчик вийшов з медитації в стані блаженної радості і розчарування.
Весь залишок свого життя Нарада був поглинений медитацією і поклонінням Вішну і після своєї смерті, з благословення Вішну, знайшов вічне духовне тіло.

## Роль Наради
У багатьох священних писаннях індуїзму Нарада описується як часткова аватара Бога, наділена особливими повноваженнями здійснювати різні чудеса, заради служіння Вішну. Нарада неодноразово згадується в «Махабхараті». Він описується як деварші — перший ріші серед напівбогів. Як син і учень Брахми, він продовжив лінію учнівської наступності, що йде від Брахми. Нарада дав духовне посвячення Прахладу, Дхруві і багатьом іншим прославленим відданим Вішну. У «Бхагавата-пурані» говориться, що він наставляв Прахладу, коли той ще перебував в утробі матері, а також батька Крішни Васудеву, і махараджу Юдхиштхиру. Також він дав посвяту автору ведичних писань Вьясадеві, від якого отримав посвячення великий вайшнавський ачарья Мадхва, засновник Брахма-Мадхви-сампрадаї, до якої належить гаудія-вайшнавізм.